# Partie polityczne Iranu
Zgodnie z 26 artykułem irańskiej konstytucji, dozwolone jest zakładanie partii politycznych oraz stowarzyszeń społecznych i religijnych. W Iranie w 1997 zarejestrowanych było 39 partii oraz stowarzyszeń. Partia, by móc w pełni uczestniczyć w życiu politycznym, musi być zarejestrowana i posiadać pozwolenie Ministerstwa Spraw Wewnętrznych Iranu. W roku 2000 liczba ich wynosiła 103. W ciągu ostatnich lat zarówno liczba tych organizacji, jak i pozycja poszczególnych partii ulegały zmianom.

## Główne partie polityczne
Obecnie istnieje kilka dużych partii, które odgrywają znaczącą rolę w życiu politycznym Iranu.
Dżameje Ruhaniat -e Mobarez – to najstarsza polityczna organizacja. Istnieje od 1979 r. Skupia w sobie duchownych o konserwatywnych poglądach. Wśród jej członków są m.in. Akbar Rafsandżani i Ali Akbar Natek Nuri.
Dżame Zainab to partia skupiająca w swoich szeregach kobiety których celem jest propagowanie aktywności politycznej kobiet, umacnianie islamskich wartości.
Dżabheje Moszarekate Irane Eslami. Partia powstała w 1988 r. Stworzyli ją muzułmańscy intelektualiści, którzy wspierali w wyborach Mohameda Hatamiego. Pierwszym sekretarzem generalnym został brat prezydenta – Mohamed Reza.
Dżamiate Zanane I.R. Iran. Partia skupia kobiety, które promując idee islamu, podkreślają rolę kobiet w życiu publicznym. Sekretarzem Generalnym jest Zahra Mostafawi. W czasie poprzednich wyborów prezydenckich popierała Mohameda Hatamiego.
Istnieją jeszcze partie nie uznawane oficjalnie, które działają na emigracji, np. Ruch Wyzwolenia Islamu, Narodowy Front Demokratyczny, Partia Proanirańska, Demokratyczna Partia Kurdystanu Irańskiego.